# Chianocco
Chianocco (piemontesisch Cianoch, frankoprovenzalisch Tsanuch, französisch Chanoux) ist eine Gemeinde in der italienischen Metropolitanstadt Turin (TO), Region Piemont.

## Lage und Einwohner
Chianocco liegt 47 km westlich von Turin im alpinen Susatal. Der Ort liegt auf einer Höhe von 550 m über dem Meeresspiegel. Das Gemeindegebiet umfasst eine Fläche von 18,63 km² und hat 1517 Einwohner (Stand 31. Dezember 2023). Chianocco ist Mitglied in der Bergkommune Comunità Montana Bassa Valle di Susa e Val Cenischia. 
Die Nachbargemeinden sind Usseglio, Bruzolo, Bussoleno und San Giorio di Susa.

## Sehenswürdigkeiten

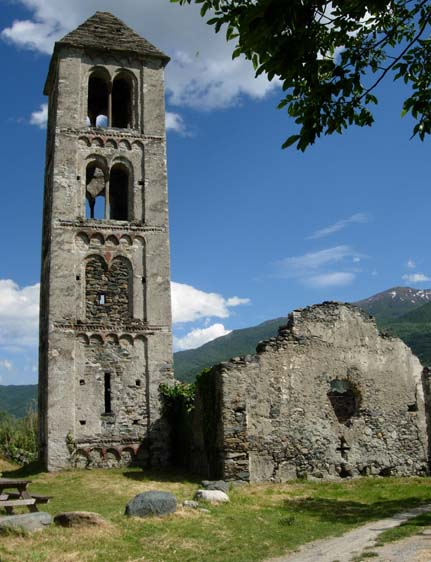
Die Kirchenruine St. Peter

Die gut erhaltene Kirchenruine Sankt Peter ist eine gern besuchte Sehenswürdigkeit der Gemeinde. Auch die Chianocco-Schlucht ist ein sehenswertes Naturwunder. Der Wildbach Prebéc hat sich tief in die Landschaft eingegraben. Seit 1980 ist es zum Naturschutzgebiet erklärt worden.